# Sangha (flod)

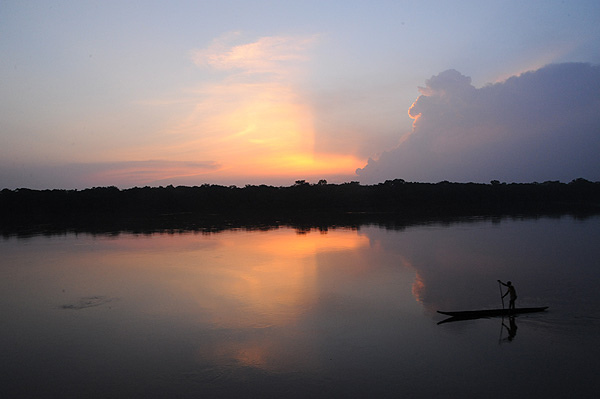
Sangha i Centralafrikanska republiken.

Sanghafloden är en flod i centrala Afrika och utgör ett biflöde till Kongofloden. Floden rinner igenom Kamerun, Kongo-Brazzaville och Centralafrikanska republiken.